# Bruno Reuteler
Bruno Reuteler (* 2. April 1971 in Saanen) ist ein ehemaliger Schweizer Skispringer.

## Werdegang
Reuteler absolvierte seinen ersten Weltcup am 17. Januar 1992 in St. Moritz, wo er auf der Normalschanze den 54. Platz erreichte. Seine erste Weltcup-Saison 1992/93 beendete er mit 7 Punkten und Platz 46 in der Gesamtwertung. Am 16. März 1997 erreichte er sein bislang bestes Einzelergebnis mit Platz 3 beim Springen auf der Grossschanze in Oslo. Erst ein Jahr später am 15. März 1998 konnte er dieses Ergebnis nochmals steigern und erreichte auf der gleichen Schanze einen 2. Platz.
Bei den Olympischen Winterspielen 1998 in Nagano erreichte Reuteler im Einzelspringen auf der Normalschanze den 18. und auf der Grossschanze den 19. Platz. Im Teamspringen erreichte er mit dem Schweizer Team gemeinsam mit Sylvain Freiholz, Marco Steinauer und Simon Ammann den 6. Platz.
Nach den Olympischen Spielen blieben grosse Erfolge aus. Lediglich einige Top-10-Platzierungen bei Teamspringen und Top-20-Plätze in Einzelwettbewerben konnte er erreichen. Nachdem er am 18. März 2000 nochmals im Team für den Skiflugwettbewerb in Planica gestanden hatte, beendete er seine aktive Karriere.

## Erfolge

### Weltcup-Platzierungen
| Saison  | Platz | Punkte |
| ------- | ----- | ------ |
| 1992/93 | 46.   | 007    |
| 1993/94 | 82.   | 006    |
| 1994/95 | 23.   | 182    |
| 1995/96 | 37.   | 123    |
| 1996/97 | 26.   | 200    |
| 1997/98 | 20.   | 255    |
| 1998/99 | 36.   | 144    |
| 1999/00 | 55.   | 033    |